# 高田英樹
高田英樹（たかだ ひでき）は、日本の財務官僚。金融庁金融研究センター副センター長、内閣官房副長官補付内閣参事官。

## 来歴
東京大学法学部在学中に国家公務員一種試験（法律職）に4位で合格し、司法試験にも合格。1995年 大蔵省入省。2003年から英国財務省で勤務。2007年7月 主計局主査（文部科学第四係）。科学技術関連予算を担当。2009年9月 内閣官房の国家戦略室のスタッフに登用された。2014年7月4日 大臣官房文書課広報室長。2020年1月10日 内閣府カジノ管理委員会事務局総務企画部総務課長。2021年7月9日 主計局主計官（総務、地方財政、財務担当）。2022年1月7日 金融庁総合政策局総合政策課長。

## 略歴
- 1995年4月：大蔵省入省。
- 1997年：留学（ケンブリッジ大学）。
- 1998年：留学（ロンドン・スクール・オブ・エコノミクス）。
- 1999年7月：金融企画局企画課企画第一係長[5]。
- 2000年7月1日：金融庁総務企画部総務課調整第一係長[6]。
- 2001年1月6日：金融庁総務企画局総務課。
- 2003年：英国財務省派遣。
- 2007年7月：主計局主査（文部科学第四係）（科学技術関連予算担当）。
- 2008年7月：主計局法規課長補佐。
- 2009年9月：内閣官房国家戦略室員。
- 2011年11月：主税局調査課長補佐（総括・内国調査） 兼 主税局調査課税制調査室長[7]。
- 2012年8月3日：大臣官房文書課法令審査室長 兼 大臣官房文書課長補佐。
- 2014年7月4日：大臣官房文書課広報室長。
- 2015年7月9日：財務省大臣官房付、経済協力開発機構（OECD）派遣。
- 2018年7月14日：大臣官房付。
- 2018年7月：大臣官房付 兼 内閣官房内閣参事官（内閣官房副長官補付） 兼 内閣官房特定複合観光施設区域整備推進室参事官 兼 内閣官房特定複合観光施設区域整備推進本部事務局参事官 兼 内閣府大臣官房カジノ管理委員会設立準備室参事官。
- 2020年1月10日：内閣府カジノ管理委員会事務局総務企画部総務課長、人事管理官。
- 2020年7月22日：主計局給与共済課長。
- 2021年3月12日：大臣官房付 兼 内閣官房内閣参事官（内閣官房副長官補付） 兼 内閣官房気候変動対策推進室参事官。
- 2021年7月9日：主計局主計官（総務、地方財政、財務担当）。
- 2022年1月7日：金融庁総合政策局総合政策課長兼総合政策局金融研究センター副センター長。
- 2022年7月27日：兼 内閣官房内閣参事官（内閣官房副長官補付）兼 内閣官房GX実行推進室参事官 兼 内閣官房新しい資本主義実現本部事務局参事官。

## 交友
- 実業家・YouTuberの西村博之とは、パリや東京で近所に住んだ縁から旧知の仲であり[4]、家族ぐるみのつきあいがある[8]。